# Расказачивание в царской России
Расказачивание в Русском Царстве и Российской Империи — сложный, многослойный процесс перевода казаков в иные сословия и лишения их специфических черт (особенностей самосознания, культуры, казачьих прав, привилегий и обязанностей), составляющий целый комплекс ряда взаимосуществующих и взаимодействующих содержательных направлений, среди которых выделяют:
- этническое расказачивание;
- сословное расказачивание;
- внутрисословное расказачивание;
- саморасказачивание.

Рассмотрению также выделяемого специалистами направления «Красного террора» посвящено содержание статьи «Расказачивание» (как не входящее во временные рамки существования Российской империи и Русского царства).

## Расказачивание при Екатерине II

### Упразднение Запорожской Сечи
Без сомнения, наверное, самым известным фактом расказачивания в Российской империи является ликвидация в 1775 году Запорожской Сечи, после ликвидации которой и упразднения Запорожского казачьего войска казаки были предоставлены своей судьбе — бывшим старшинам была дано дворянство, а нижним чинам разрешалось вступить в регулярные гусарские и драгунские полки.
Около 12-ти тысяч запорожцев остались в подданстве Российской империи и вступили в армию, однако, многие не выдержали жесткую дисциплину регулярных армейских частей.
Часть запорожцев сперва ушла в Крымское ханство, а затем на территорию Турции, где осели в дельте Дуная. Султан позволил им основать Задунайскую Сечь (1775—1828 гг.) на условиях предоставления 5-тысячного войска в свою армию.
Однако, ликвидация такого крупного воинского формирования, как Запорожская Сечь, принесла целый ряд проблем. 
Ведь при этом, все ещё сохранялась внешняя военная угроза России со стороны Турции. Поэтому было решено восстановить казачество и в 1787 г. казачьи старшины подали прошение на имя императрицы, в котором выразили желание по-прежнему служить. Александр Суворов, который по приказу императрицы Екатерины II организовывал армейские подразделения на юге России, занялся формированием нового войска из казаков бывшей Сечи и их потомков. Так появилось «Войско Верных Запорожцев», и 27 февраля 1788 г. в торжественной обстановке Суворов собственноручно вручил старшинам Сидору Белому, Антону Головатому и Захарию Чепеге знамёна и другие клейноды, которые были конфискованы в 1775 году.
Войско Верных Запорожцев, переименованное в 1790 году в Черноморское казачье войско, участвовало в Русско-турецкой войне 1787—1792, стало впоследствии основой для Азовского и Кубанского казачьих войск.

### Упразднение Екатеринославского казачьего войска
Войско было сформировано князем Потемкиным из поселённых в Екатеринославском наместничестве Бугских казачьих полков и однодворцев — бывших солдат Украинского ландмилицского корпуса, а также из приписанных к войску старообрядцев, мещан и ремесленников Екатеринославского, Вознесенского и Харьковского наместничеств в 1787 году. 
Численность населения войска по состоянию на 1788 год составляла более 50 000 человек, из них боевой состав достигал 10 000 человек. Отличилось во время взятия Аккермана, Килии и Измаила, принимая участие в русско-турецкой войне 1787—1791 годов.
Определенного законоположения о порядке службы екатеринославских казаков издано не было, и старшины Войска Донского управляли местными казаками по своему произволу. В силу этого, а также благодаря военным обстоятельствам, войско пришло в расстройство, и значительная часть екатеринославских казаков подала ходатайство о возвращении их в «первобытное состояние».
В 1796 году, по представлению князя Зубова, Екатерина II велела расформировать Екатеринославское войско, а казаков приписать к мещанам и государственным крестьянам, предоставив им двухгодичную льготу от платежа казенных податей.
В 1802 году было осуществлено переселение части составляющего его населения на Кубань, где последнее впоследствии послужило основой при организации Кавказского полка Кубанского казачьего войска.

## Расказачивание при Александре I

### Упразднение Ногайских конных полков
Два Ногайских конных полка на правах казачьих, по пять сотен в каждом, были образованы в 1802 году из обращённых в казачье состояние ногайцев, обитавших в Таврической области на Молочных водах.
В 1805 году полки были упразднены, а ногаи-казаки обращены в земледельческое сословие.

### Упразднение Бугского казачьего войска

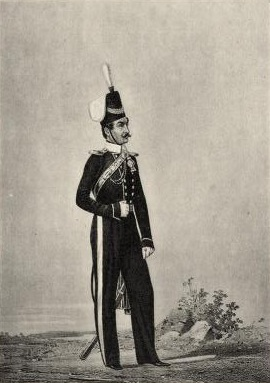
Обер-офицер Бугского Казачьего полка (1815 - 1817 годы).

Первая попытка упразднить Бугское казачье войско была предпринята еще в начале царствования Павла I в 1797 году. Войско было расформировано. Казаки были переведены в разряд государственных крестьян и расселены на левобережье Южного Буга в селениях Матвеевка, Гурьевка, Куцый Еланец (ныне с. Себино), Фёдоровка (ныне г. Новая Одесса), Троицкое и др. к станице Соколы.
После многочисленных обращений к императорам Павлу I и Александру I, Бугское казачье войско было восстановлено в 1803 году в составе трех полков пятисотенного состава, один из которых постоянно находился на Днестре. Бугскому войску было предоставлено право пополнять свой состав за счёт беженцев с Балкан (молдаван, валахов, болгар и других).

 Привилегированное положение бужских казаков привлекало многих беженцев-крепостных с Украины и России. Принимать крепаков в Бугское войско запрещалось, однако немало беглецов-крепостных после (непродолжительного) многолетнего пребывания в Молдавии возвращались на Украину и как «чужестранцы» записывались в козаки.
В 1817 году Бугское казачье войско было окончательно упразднено с переводом казаков в разряд военных поселян. Это решение вызвало недовольство казаков, что вылилось в восстание в июле-сентябре 1817 г., для подавления которого было привлечены правительственные войска численностью более 10 тысяч человек. Зачинщики восстания были приговорены к смертной казни, замененной шпицрутенами и отдачей в солдаты.
Из казаков было сформировано четыре уланских полка [Ольвиопольский (над бужскими порогами; ныне Первомайск), Бугский, Вознесенский и Одесский], сведённые в Бугскую уланскую дивизию.

## Расказачивание при Александре II[11]
В частности, процесс расказачивания большой части казачьего сословия происходил при императоре Александре II.

### Идеи расказачивания
Впервые курс на “расказачивание” был взят в ходе реформ 1860-х гг. Был выдвинут лозунг о том, что “роль и задача казачества уже окончены”, поскольку закончилась Кавказская война.
В Петербурге был создан специальный "Особый комитет по пересмотру казачьих законоположений". Как объявлялось, деятельность комитета должна была быть направлена на "повышение благосостояния" и "гражданственности" казаков. Однако, комитет даже не принял к рассмотрению предложения, выработанные к тому времени в Казачьих Войсках. На первом же заседании комитета военный министр Российской империи Дмитрий Алексеевич Милютин отметил, что в случаях противоречий между воинскими традициями казаков и “гражданственностью”, надо отдавать предпочтение последней.
К пропаганде против казачества широко подключилась пресса. В газетах писалось, что в структуры армий “современного” европейского государства не вписывается “архаичное” казачество. В частности, в либеральной газете “Голос” напрямую заявлялось о том, следует ли вообще поднимать вопрос о "благоустройстве" казачества и соответствующих расходах, если спорным является необходимость "самого существования этих Войск", поскольку их "силы" и "боевые качества" "не могут быть совершенны".
Это вызвало волну протестов. Всеобщее расказачивание пришлось отложить. Однако, были расформированы Дунайское и Башкирско-мещерякское Казачьи Войска.
Однако, по мнению В.Е.Шамбарова, казачество просто решили "развалить" изнутри. Существовали проекты А.П. Ермолова и победителя в войне с горцами генерала от инфантерии Н.И. Евдокимова, в соответствии с которыми, Северный Кавказ предполагалось сделать единым казачьим краем. В случаях, если для этого не хватало потомственных казаков, широко практиковалась, так называемая "приписка" — в казаки стали зачислять дружественных горцев — часть осетин, кабардинцев. Ермолов приписал в казаки крестьян Кавказской губернии, отставных солдат. Однако, вопреки ожиданиям, это не вызывало размывания казачества. Своеобразным "плавильным котлом" по "перековке" "приписных" в настоящих казаков была война. Ведь, солдат, который отслужил 25-летнюю службу на Кавказе, выжил, да ещё, после этого захотел здесь остаться, был, практически, “готовым” казаком, как и остальные местные русские крестьяне, которым приходилось жить, буквально, с оружием в руках.
Однако, Милютина не устроил проект Евдокимова. Последний был отправлен в отставку, а в казачьи области двинулось массовое переселение крестьян с Украины и из центральной России, которые, буквально, "хлынули" на новые земли, поскольку были обезземелены реформой 1861 года. В 1868 г. вышли законы, дозволяющие иногородним селиться на казачьих землях, приобретать собственность. Казакам была предоставлена возможность свободного выхода из казачьих Войск. В 1869 г. было принято “Положение о поземельном устройстве в Казачьих Войсках”, в 1870 г. “Положение об общественном управлении в Казачьих Войсках”, в соответствии с которыми, станичная община признавалась всесословной, было предоставлено право участия и голоса в станичных сходах "иногородним".

### Принудительное расказачивание
Не обошлось и без принудительного “расказачивания”.
От Кубанского Войска был отделен Черноморский край от Новороссийска до Адлера, который стали заселять армянами. Были отделены от Кубанского Войска и земли Ставропольской бригады. 12 казачьих станиц было переведено на положение крестьян. Такая же участь постигла и Адагумский полковой отдел.
От Оренбургского Войска была отделена западная часть Самарско-Оренбургской линии, а казаки тоже переведены в крестьяне.
На Казачьи Войска были распространены общегражданские суды, земства.
Расказачиванию подверглись и все сибирские станичные казаки:
- 19 апреля 1868 года Калтайские станичные казаки, которые состояли из татар-мусульман, были расказачены и перечислены в сибирские инородцы. Перевод в Сибирское казачье войско запрещался.
- 17 июня 1868 года станичные казаки Томской губернии были расказачены и перечислены в крестьянское сословие. Но с разрешением на переселение в Сибирское казачье войско.
- в 1870-х гг все станичные казаки  Туруханского края и Енисейского уезда расказачены и перечислены в крестьяне. Перевод в Казаки Енисейской Губернии запрещался.
- в 1876 все станичные казаки  Якутской области, в т.ч., казаки Походской станицы расказачены и перечислены в мещане. Перевод в Якутский казачий полк запрещался.

К концу правления Александра II станичные казаки исчезли как класс.

### Обезземеливание казаков
Происходило и постепенное вытеснение казаков со своей земли. Наделы казачьих офицеров и чиновников, которые раньше давались войском вместо окладов и пенсий, теперь стали частной собственностью, которую можно было продать, в том числе, и неказакам. И пришлые стали скупать землю. В итоге, число "иногородних" на Кубани и Тереке составляло в 1878 г. – 18 %, в 1880 г. – 44 %, по сравнению с 1 – 2 % в 1864 г.
В результате, всего два Войска сохранили свою территориальную целостность: Донское (которое было самым большим, а также потому, что донской войсковой атаман ещё до введения этих реформ получил все права губернатора) и Уральское (где земли были слишком неплодородными и куда не ехали "иногородние"). Земли остальных Войск были раздроблены. На землях казачьих войск вперемешку с казачьими юртами располагались гражданские волости.

### Военная реформа
В это время была проведена серьёзная военная реформа, суть которой состояла в замене рекрутской системы воинской повинностью.
В 1875 г. Устав о всеобщей повинности был распространен и на казаков, однако это было воспринято как оскорбление. Казаки всегда рассматривали свою службу в качестве главного предназначения всей своей жизни, священного долга, а не какой-то “повинности”. Однако, в Уставе Казачьи Войска были указаны, практически, в самом конце — после войск запаса, перед частями, сформированными из инородцев, которых, вообще, относили к “вспомогательным войскам”, а не к основному кадровому составу армии. Срок строевой службы казаков был сокращен до 4 лет. При этом, казачьи полки были распределены “четвертыми полками” в общеармейские кавалерийские дивизии. Но и вся кавалерия была значительно сокращена военным министром. Осталось всего 16 кавалерийских дивизий, среди них лишь одна казачья — 1-я Донская. Всего, в армии мирного времени оставалось лишь 20 казачьих полков. Кроме того, по новым требованиям на военную службу призывались не все казаки, а лишь те кому выпал  жребий. Те, на кого жребий не пал, должны были платить особый налог вместо службы.
Кроме того, по мысли реформаторов казачества, все особенности казачества должна была стереть подобная недолгая и не для всех служба в обычных кавалерийских дивизиях. Помимо прочего, быть казаком стало невыгодно и с материальной точки зрения — ведь, даже не отправляясь на военную службу, казак должен был "за свой кошт справить" коней (двух), форму, оружие (хотя, возможно его вовсе и не призовут на военную службу), нести войсковые обязанности, отвлекаться на регулярные военные сборы. Зачем нужно все это, если можно свободно выйти из казачьего сословия и, став крестьянином, мещанином или купцом, заниматься собственным хозяйством, торговать, заводить промыслы? Так, как по соседству живут все остальные. А в случае призыва на военную службу, то отслужить можно без всех этих хлопот по "самовооружению" и "самообмундированию", на полном государственном обеспечении.
Но, несмотря на это, факты добровольного выхода из казачества были, буквально, единичными.
Дальнейшему ходу расказачивания помешала русско-турецкая война (1877—1878), в которой Россия, недооценив силы противника, столкнулась с турецкой армией, прекрасно обученной, вооруженной крупповскими пушками, новыми английскими винтовками и прекрасной кавалерией, сформированной из черкесов и чеченцев, вооруженных новейшими магазинными “винчестерами”. В значительной мере ситуацию спасло казачество, которое выполнило роль полноценного войскового резерва и смогло выставить 125 тыс. воинов. При этом, составляя лишь 2,2 % населения страны, казачество дало 7,4 % личного состава всех вооруженных сил.